# Sposalizio mistico di santa Caterina (Parmigianino)
Lo Sposalizio mistico di Santa Caterina d'Alessandria è un dipinto a olio su tela (74x117cm) ed è conservato presso la Galleria nazionale di Parma. Secondo la critica il dipinto potrebbe essere attribuibile al periodo in cui Parmigianino stava eseguendo i suoi primi lavori nella chiesa di San Giovanni Evangelista, come emerge anche dal recente restauro, che ha permesso di puntualizzare una più stretta aderenza al fare giovanile del Maestro.

## Storia
Il dipinto, prima del suo arrivo nella Galleria nazionale, era conservato presso la chiesa di San Giovanni Evangelista di Parma. Giunse qui negli ultimi anni del '500 in quanto parte dell'eredità di Tiberio Dolfini, un letterato, medico e teologo legato ad Alessandro Farnese, terzo duca di Parma. Gli studiosi hanno però notato come il putto di sinistra rappresentato sotto il manto di Maria, sia una copia "gemella" di quello che lo stesso Parmigianino aveva dipinto sotto l'arcone nord nella cupola della stessa chiesa. Nonostante queste considerazioni allo stato attuale degli studi su quest'opera non è possibile definirne con precisione la storia e la paternità. È presumibile che si tratti di uno studio che il Parmigianino stava facendo a metà degli Anni Venti per una eventuale decorazione ad affresco proprio per la Chiesa di San Giovanni Evangelista. Un restauro effettuato nel 2007 ha sottolineato come la tecnica sia pressoché la stessa di Parmigianino: "mancanza del disegno, utilizzo dei pigmenti, velocità descrittiva, stesura delle ombre finali, uso delle dita (sono state rintracciate molte impronte digitali) e del manico del pennello come strumenti"

## Descrizione
L'opera ha come soggetto il momento in cui Gesù Bambino si protende, sorretto dalla Madre e da alcuni putti, per infilare l'anello nel dito di Santa Caterina d'Alessandria, rappresentando simbolicamente un matrimonio. Santa Caterina è riconoscibile grazie all'attributo iconografico della ruota dentata simbolo del martirio. L'intera composizione è impostata orizzontalmente con il gruppo di destra contornato dagli angeli che sfumano nel cielo dorato,e,a sinistra,  disposti quasi specularmente e immersi nelle nuvole, San Giuseppe e San Pietro, riconoscibili rispettivamente dal bastone e dalle chiavi. Le figure dei due santi mostrano caratteri stilistici riferibili agli apostoli più anziani dipinti da Correggio nella cupola della stessa chiesa. Anche nella struttura complessiva della scena, con le figure che si appoggiano sulle nuvole, sono evidenti i riferimenti all'impostazione compositiva dell'affresco correggesco.